# The Rockers
The Rockers, oorspronkelijk The Midnight Rockers, was een tag team in het professioneel worstelen dat werd opgericht door Shawn Michaels en Marty Jannetty. The Rockers waren actief van 1985 tot 1992 en verwierven vanaf 1988 een grote bekendheid in World Wrestling Federation (WWF).
Michaels en Jannetty veroverden in 1990 een keer het WWF Tag Team Championship, maar hun zege werd nooit geverifieerd. Beiden waren toen jonge twintigers en werden enorm populair door hun energieke worstelstijl. Michaels en Jannetty droegen kleurrijke outfits en speelden de rol van dandy. The Rockers vielen bij vrouwen en kinderen in de smaak omwille van hun speelse gedrag en uiterlijk, maar ook bij fans die technisch worstelen zeer hoog inschatten.
Na hun breuk in januari 1992 groeide vooral Michaels uit tot een van de populairste worstelaars van zijn generatie. Jannetty verdween even uit de federatie, maar keerde reeds terug in 1993. Michaels en Jannetty werden aartsvijanden, wat leidde tot een rivaliteit die ongeveer een half jaar heeft geduurd. Jannetty vertrok alweer in 1996, terwijl Michaels bleef werken voor de federatie tot zijn pensioen in 2010.
The Rockers eindigden als 11e in een officiële klassering van beste tag teams in de geschiedenis.

## Geschiedenis

### Beginjaren (1985-1986)
In het voorjaar van 1985 leerden een 25-jarige Marty Jannetty en 20-jarige Shawn Michaels elkaar kennen in Kansas City, waar ze actief waren in 'National Wrestling Alliance' en werden hechte vrienden. Ze stichtten een tag team, maar Jannetty spande tevens samen met Tommy Rogers als de Uptown Boys, wat promotor "Bulldog" Bob Brown niet was ontgaan. Brown was als professioneel worstelaar ook lid van de Uptown Boys. Nadat het team van Jannetty en Rogers splitte, kwamen Michaels en Jannetty weer bij elkaar en worstelden verder zonder naam.
Op 15 mei 1985 versloegen ze The Batten Twins en wonnen het NWA Central States Tag Team Championship. Hun eerste succes was van korte duur aangezien The Batten Twins de titel slechts een week later heroverden. Kort daarna verliet Michaels de promotie, keerde terug naar zijn thuishaven Texas en tekende een contract bij 'Texas All-Star Wrestling', waar hij zich affilieerde met Paul Diamond als American Force.
De samenwerking tussen Jannetty en Michaels dreigde op een sisser uit te draaien, maar vanaf de lente van 1986 gingen beiden aan de slag bij de American Wrestling Association. Men had jong talent nodig om worstelaars te vervangen die waren overgestapt naar de World Wrestling Federation toen die promotie zich nationaal razendsnel uitbreidde.
Intussen hadden Michaels en Jannetty nog steeds geen naam gevonden. Greg Gagne - zoon van eigenaar Verne Gagne - stelde de naam The Country Rockers voor. Een ander idee voor een naam was de US Express, maar Jannetty en Michaels waren niet enthousiast en lachten de suggesties weg. Jannetty kwam op de proppen met The Midnight Rockers, geïnspireerd op het nummer Living after Midnight door Judas Priest. Verne Gagne had in feite geen begrip voor het idee, maar liet uiteindelijk begaan.

### American Wrestling Association (AWA) (1986-1988)
Michaels en Jannetty droegen voortaan identieke, kleurrijke outfits en pakten uit met hun fun loving, pretty boy-gimmick (lees: dandy). Het duo worstelde tegen Doug Somers en Buddy Rose, op dat moment een van de betere teams in de promotie. Hun eerste wedstrijd tegen Somers en Rose vond plaats bij het evenement WrestleRock op 20 april 1986, maar The Midnight Rockers verloren. The Midnight Rockers werkten later samen met Curt Hennig bij het evenement Battle by the Bay op 28 juni 1986 om te bewijzen dat ze in staat waren Somers en Rose te verslaan.
The Midnight Rockers zouden Somers en Rose herhaaldelijk uitdagen, maar nooit de titel winnen. In januari 1987 versloegen The Midnight Rockers finaal twee keer Somers en Rose voor het 'AWA Tag Team Championship'. Jannetty en Michaels realiseerden zich dat de AWA een promotie in verval was en besloten voor de WWF te gaan werken. The Midnight Rockers kregen een aanbieding van Vince McMahon, eigenaar van WWF.
Michaels en Jannetty tekenden een contract bij de WWF, waardoor een snelle titelwijziging noodzakelijk was. The Midnight Rockers verloren het AWA Tag Team Championship aan Boris Zhukov en Soldat Ustinov, wat geschiedde op 25 mei 1987. Ze waren kort actief in Championship Wrestling Association, een minder kapitaalkrachtige promotie, waar ze het onder andere opnamen tegen The Nasty Boys (Jerry Sags en Brian Knobbs). The Midnight Rockers bleven freelancen tot ze vanaf 1988 exclusief voor de WWF uitkwamen.

### World Wrestling Federation (WWF) (1988-1992)

#### Debuut als The Rockers (1988)
Nadat ze de AWA definitief hadden verlaten werden Jannetty en Michaels benaderd door Vince McMahon, die weliswaar verlangde dat ze wat professioneler te werk gingen. Vanaf mei 1988 werkte het team voor WWF onder de verkorte naam The Rockers. In de autobiografie van Michaels, Heartbreak & Triumph, is terug te vinden dat ze daarvoor "te veel feestten".
The Rockers maakten hun televisiedebuut op 18 juni 1988, tijdens een aflevering van WWF Superstars. Dat gebeurde volgens een squashwedstrijd (jargon: wedstrijd waarin een individu of team domineert). The Rockers maakten hun pay-per-view-debuut bij het evenement Survivor Series in november 1988. Michaels en Jannetty elimineerden The Bolsheviks (Boris Zhukov & Nikolai Volkoff), voordat ze via dubbele diskwalificatie werden uitgesloten met dank aan The Brain Busters (Arn Anderson & Tully Blanchard).

#### Ruzie met The Brain Busters & Rougeau Brothers (1989)
Eén wedstrijd tussen The Rockers en The Brain Busters, die dateert van 23 januari 1989, werd beoordeeld als een van de 50 beste tag-teamwedstrijden door het magazine Pro Wrestling Illustrated. Michaels en Jannetty werden verslagen door The Brain Busters.
Michaels en Jannetty concurreerden met The Twin Towers (Akeem en The Big Boss Man) bij WrestleMania V, maar volgens Michaels' autobiografie had hij in de uren vóór deze wedstrijd een zware kater. In het voorjaar van 1989 startten The Rockers een verhaallijn met The Fabulous Rougeau Brothers (Jacques & Raymond Rougeau), waarbij Michaels werd aangevallen met de megafoon van Jimmy Hart. Deze verhaallijn tussen The Rockers en The Rougeaus was de aanleiding tot de introductie van de Iron Man match. Hoewel ze er vijf uitvochten, werd geen van deze wedstrijden ooit op commerciële tape uitgebracht of op televisie uitgezonden.
In de herfst van 1989 hervatten The Rockers tegen The Brain Busters, die het WWF Tag Team Championship eerder waren kwijtgespeeld aan Demolition. Michaels en Jannetty stonden op 23 november 1989 tegenover Arn Anderson als onderdeel van de 4-op-4 Survivor Series-eliminatiewedstrijden bij het gelijknamige evenement, maar Tully Blanchard faalde voor een drugstest en werd ontslagen. Bobby Heenan moest invallen voor Blanchard. The Rockers en The Brain Busters hadden een laatste wedstrijd bij Saturday Night's Main Event, waarin Michaels en Jannetty zegevierden. Hierna gingen The Brain Busters uit elkaar omdat Blanchard niet meer terugkeerde.
Jannetty en Michaels kregen vanaf 1990 nieuwe concurrentie in de vorm van Pat Tanaka en Akio Sato, beter bekend als The Orient Express. De verhaallijn bereikte het kookpunt bij WrestleMania VI en hield ruim een jaar stand. In december 1989 besloot Sato echter de Amerikaanse worstelscène te verlaten. Men koppelde Tanaka vervolgens aan zijn oude partner Paul Diamond, die toen worstelde onder de ringnaam Kato. Tanaka en Diamond hadden al eerder samengewerkt en het 'AWA Tag Team Championship' gewonnen van Jannetty en Michaels. The Rockers en The Orient Express hadden een legendarische confrontatie bij het evenement Royal Rumble in januari 1991.

#### Titelwinst tegen The Hart Foundation (1990)
The Rockers wonnen theoretisch nooit het WWF Tag Team Championship, maar versloegen op 30 oktober 1990 daadwerkelijk de regerende kampioenen The Hart Foundation (Bret Hart & Jim Neidhart) in een titelwedstrijd te Fort Wayne, Indiana. Men weigerde echter de zege van The Rockers te erkennen. Tijdens de wedstrijd scheurde het bovenste touw van de spanschroef af.
Jim Neidhart, één helft van The Hart Foundation, was bezig zijn ontslag te regelen, maar bleef uiteindelijk aan boord. Het ontslag dwong de federatie eerder tot een titelwijziging, die afketste omdat Neidhart niét vertrok. Hierdoor werd het incident met het touw een onsamenhangende affaire en gebruikt als drogreden om het resultaat te schrappen. De wedstrijd werd nooit op televisie getoond, maar is wel integraal te bekijken op Shawn Michaels' dvd Heartbreak and Triumph. The Rockers verdedigden rond deze periode het WWF Tag Team Championship tegen Power and Glory (Paul Roma en Hercules), wat zich voordeed op 3 november 1990.

#### Einde van The Rockers (1991-1992)
Na een samenwerking van bijna 7 jaar scheidden de wegen van The Rockers in december 1991. De precieze aard van het geschil werd niet bevestigd door WWF, behalve dat een financiële kwestie The Rockers uit elkaar dreef. Het geschil zette Jannetty er namelijk toe aan de federatie te verlaten. Michaels spreekt in zijn biografie dat Jannetty meende dat World Championship Wrestling (WCW) bereid was hen een lucratief contract aan te bieden, maar Jannetty betwist die opmerking van Michaels. Hij claimt dat Michaels de drijvende kracht was achter de beslissing. Michaels suggereerde te vertrekken bij WWF, maar wilde dat Jannetty het "telefoontje pleegde naar McMahon" (lees: ontslag indienen).
Jannetty verklaarde dat hij eerst niet van plan was WWF te verlaten. Hij was niet te spreken over de splitsing van het team, terwijl Michaels popelde om een solocarrière uit te bouwen. Bij het evenement Survivor Series zorgde Jannetty ervoor dat Michaels werd geëlimineerd. Die laatste kon dit niet waarderen. Dit was het begin van het einde van The Rockers op het scherm, daar het er achteraf steeds bitser aan toe ging tussen Jannetty en Michaels. De laatste wedstrijd van The Rockers was er één tegen The Legion of Doom, maar ze verloren.
De laatste druppel op televisie kwam er bij het praatprogramma Barbershop, dat zich afspeelde in de "kapperszaak" van Brutus "The Barber" Beefcake. Deze scène werd opgenomen op 2 december 1991 en vertoond op 12 januari 1992. Beefcake interviewde The Rockers omtrent hun problemen. Toen ze lieten uitschijnen dat ze hun problemen hadden opgelost, gooide Michaels zijn beste vriend door het glazen raam van de kapperszaak.
De scène had achteraf het gewenste effect om van Michaels een (later) memorabele heel (jargon: slechterik) te maken, iets dat in 1991 niet veel voorkwam. Het gebeuren verhinderde ook dat Jannetty kon deelnemen aan Royal Rumble in 1992, met name door een (kayfabe) blessure. Hij verdween uit de WWF, maar keerde een jaar later alweer terug. Jannetty daagde Michaels uit voor het WWF Intercontinental Championship en wist de titel in de wacht te slepen via winst tegen zijn oude partner.
The Rockers hielden nog één reünie in maart 2005, waarin ze het opnamen tegen La Résistance (Rob Conway & Sylvain Grenier) tijdens een aflevering van Monday Night Raw. The Rockers wonnen deze wedstrijd. Jannetty zou Michaels ook assisteren in een wedstrijd tegen Spirit Squad in februari 2006, waarna definitief het doek viel over The Rockers.

## Prestaties
- American Wrestling Association
  - AWA World Tag Team Championship (2 keer)
  - AWA Southern Tag Team Championship (2 keer)
- National Wrestling Alliance
  - NWA Central States Tag Team Championship (1 keer)
  - NWA Mid-America Tag Team Championship (2 keer)
- World Wrestling Federation
  - WWF Tag Team Championship (1 keer)
- Pro Wrestling Illustrated
  - Top 100 Tag Teams of the PWI Years in 2003 - 33ste
- Wrestling Observer Newsletter
  - Tag Team of the Year (1989)